# Карулия
Карулия (греч. Σκήτη Καρούλια или Карули, Каруля, Карулья) — православный общежительный скит на Святой Горе Афон, относящийся к Великой Лавре и расположенный на юго-западной стороне Афонского полуострова примерно в 6 км от Великой Лавры. Как и прочие монастыри и скиты Афона, находится в юрисдикции Константинопольского патриархата.

## История
Насельники скита живут в кельях и в пещерах. Кельи были построены в XVII веке, всего их 12. В настоящее время в Карули живут 10 монахов, их поселениями являются одиночные кельи (каливы), а также исихастирии (исихастирионы).
По легенде, один из первых исихастирионов Карулии основал в конце 18 или начале 19 века местный раскаявшийся разбойник, который построил маленькую каливу с церквушкой, посвященной Святому Георгию, и стал монахом по имени Стамате.
По данным «Православной энциклопедии», исихастирии (места безмолвия) и аскитирии (места подвижничества) находятся в пустынных и труднодоступных местностях Каруля, а также соседних местностях Катунакия (в официальном справочнике Афона упоминается под двойным названием — Карулия-Катунакия), Капсалия и Керасия, где в уединении или с одним братом-сподвижником подвизаются отшельники. Сюда обычно приходят иноки, прошедшие испытание киновиального жития и стремящиеся подражать духовным подвигам древних молчальников-исихастов.

## Славянские монахи
Однако в зилотских скитах в Керасии и в Катунакии, в отличие от Карулии, почти нет монахов славянского происхождения, тогда как в Карулии в течение XX столетия проживало несколько таких монахов, среди которых известны:
- Иеросхимонах Феодосий Карульский (Харитонов; 1869—1937) — автор изданного в 1997 году «Духовного дневника».
- Иеросхимонах Никодим Карульский (Мушкарин; ум. 1984)
- Иеросхимонах Серафим Карульский (1903–1981)

На границе Карулии и Катунакии находится скит Данилеи (греческий вариант названия - Данилеон), основанный в XIX веке старцем Даниилом Катунакским. По данным спелеологов, на территории этой обители возле дороги на скит Катунакию сохранился естественный грот, использовавшийся ранее, как исихастирион, рядом с которым сохранились другие заброшенные пещеры отшельников. Теперь это место имеет статус небольшой пустыни, и известно, как Даниэлева калива, с иконописаной мастерской, где в первой половине 20 века проживал прибывший из России подвижник — иеросхимонах Никон (Штрандтман), известный, как старец Никон Карульский (1875–1963).
В 1996-2000 годах в одной из калив Карулии подвизался выпускник Московской духовной академии 1989 года, иеромонах Венедикт (Владимир Ходченков), бывший насельник Троице-Сергиевой лавры до 1990 года, автор диссертации Восточные отцы подвижники и русское монашество (XI — середина XVI в.)«» (Загорск, 1989), в 1990-1994 годах - насельник Русского Пантелеимонова монастыря на Афоне, с 2000 года был старцем келлии Панагица, скончался в 2019 году, имея сан схиигумена.
С помощью русских насельников и при финансовой поддержке граждан России были восстановлены отдельные кельи, пришедшие в запустение или разрушение. Так, в 2004-2005 годах во Внешних Карулях заново отстроен в камне пострадавший ранее от пожара  исихастирион св. Саввы Сербского. Этот исихастирион сгорел в 1999 году из-за нерадивости предыдущего насельника — склонного к юродству и объявившего анафему Америке сербского схиархимандрита Стефана (Милковича), сразу же после этого покинувшего Афон из-за боязни ответственности. Именно на месте кельи Стефана, а также на месте соседней разрушенной кельи подвизавшегося в 1930-х годах старца Софрония Карульского в первой половине 2000-х годов началось строительство нового, более крупного келейного корпуса. Строителем и новым насельником стал монах Афанасий (Евгений Анатольевич Усенко), уроженец Приморского края России, который до 2004 года (переезда на постоянное жительство в Грецию) был близок к ультраправым группировкам Москвы и Санкт-Петербурга, и которого православный религиовед Роман Силантьев в своей научной публикации именует пароправославным лжемонахом. 
В 2014 году по благословению епископа Орехово-Зуевского Пантелеимона (Шатова); РПЦ) и архиепископа  Женевского и Западно-Европейского Михаила (Донскова; РПЦЗ) создано Братство во имя схимонаха Иннокентия Иркутского (Сибирякова). Духовником братства стал заштатный клирик Барнаульской епархии — игумен Алексий (Просвирин), который до 2009 года был главным редактором журнала «Ревнитель православного благочестия» и членом редколлегии газеты «Русь Православная», а в 2009-2011 годах был редактором газеты Синодального отдела Московского Патриархата по взаимодействию с армией «Мир». С 2011 года игумен Алексий (Просвирин) проживает в Карулии. 
Главным своим делом Братство считает достижение личной аскезы или исихии, и восстановление на Афоне (в Карулии) сгоревших в 2000-х году исихастириона и храма святителя Иннокентия Иркутского, а также прославление Иннокентия в лике святых
В 2014-2018 годах братством был отстроен пострадавший от пожара в 2000 году исихастирион, наречённый в честь святого Иннокентия Иркутского и преподобного Давида Солунского. 

## Греческие монахи
Известна в Карулии Филаретова калива, где проживал и был похоронен греческий подвижник, уроженец предместья Стамбула, старец Филарет Босой Карульский (1872-1962).
Из греческих насельников скитов, соседних с Карулией, известностью пользовался иеросхимонах Ефрем Катунакийский (Папаникитас; 1912–1998) — ученик старца Иосифа Исихаста.
На Внутренних (Верхних) Карулях находятся снизу вверх по тропе: келья Рождества Христова, келья Григория Победоносца, келья Иверской иконы Божией Матери,  келья русского монаха Серафима, скончавшегося в 1981 году, и такая же келья греческого старца Арсения Карульского, скончавшегося в 2018 году.

## Взгляды насельников
Насельники обителей Карулии-Катунакии известны в качестве зилотов и антиэкуменистов. В частности, в декабре 2006 года более 40 келиотов и отшельников Афона подписали коллективное обращение к константинопольському патриарху, направленное против попыток экуменизма и сближения Константинополя с Ватиканом, после имевшей место встречи константинопольского патриарха Варфоломея с папой римским Бенедиктом XVI. Среди них свои подписи поставили монах Афанасий (Усенко) из Карулии, монах Харитон (Лавриотис) из Карулии, монах Никодим (Билалис) из Капсалии, и старец Герасим из Катунакии.

## Карулия в литературе
Русские писатели сообщают о крайне суровых условиях жизни подвижников Карулии.
Писатель Борис Зайцев, посетивший Карулию в 1927 году, позже писал: «До войны богомольцам вход на Карулю разрешался только в исключительных случаях, да и сами карульские отшельники редко покидали свою пустыню. Воду они употребляли исключительно дождевую, и питались подаянием» .
Как утверждает Юрий Воробьевский: «На Каруле, которую всегда называли суровой и Голодной, кактусы - подспорье в питании аскетов, рацион которых веками состоял из оливок и сухарей».
Писатель Анатолий Холодюк сообщает про ещё одного монаха-пещерника из Карулии — иеромонаха Серафима (Ростислава Шелкова), проживавшего там с 2001 года до 2002 год в особо аскетических условиях, сторонника схиархимандрита Рафаила (Берестова), нередко именуемого лжестарцем.